# Kosmiczna Odyseja Helvisa
Kosmiczna Odyseja Helvisa – debiutancki album muzyczny zespołu Robotix, wydany w 2003 roku przez "Cosmic Records" na płytach CD oraz przez "Black Sky Records" na płytach winylowych. Płytę zespół nagrał w składzie: Sivax (wokal, gitara), Guma (gitara, chórki), Pleban (kontrabas, chórki, instrumenty klawiszowe), Arczi (perkusja, chórki, wokal, gitara). Płyta zawiera teledysk do utworu "Vampirella".

## Spis utworów
1. "Szkieletorock"
2. "Wystrzałowa dziewczyna"
3. "Funnel of love"[1]
4. "Devil boogie"
5. "Extraball"
6. "Halloween"
7. "Robot"
8. "Martwe zło"
9. "Vampirella"
10. "Wściekły pies"
11. "Zombie"
12. "Plan R from outer space"
13. "You don't know me very well"[2]
14. "Mongo mutant"
15. "Helvis"
16. "Koszmar"
17. "Kowbojczacha"